# Le Secret du passé
Pour plus de détails, voir Fiche technique et Distribution.
Le Secret du passé est un film muet français réalisé par Georges Monca, sorti en 1911.

## Fiche technique
- Titre : Le Secret du passé
- Réalisation : Georges Monca
- Scénario : Frontignan
- Photographie :
- Montage :
- Société de production : Société cinématographique des auteurs et gens de lettres (S.C.A.G.L)
- Société de distribution : Pathé Frères
- Pays d'origine :  France
- Langue : film muet avec les intertitres en français
- Métrage : 265 mètres
- Format : Noir et blanc — 35 mm — 1,33:1 — Muet
- Genre :  Comédie dramatique
- Durée : 9 minutes
- Dates de sortie : 
  -  France : 23 juin 1911

## Distribution
- Albert Dieudonné : le père Rémy
- Georges Coquet : le fils
- Pauline Patry : Madame Rémy
- Madeleine Fromet
- Maria Fromet
- Édouard Delmy
- Mme Carina et sa fille la petite Carina